# Будашко Віталій Віталійович
Будашко Віталій Віталійович, нар. 14 березня 1965 року в с. Обуховичі, Іванківського району Київської області, мешкає у м. Одеса — інженер-електромеханік, науковець, викладач, митець, доктор технічних наук, професор.

## Освіта і кар'єра
У 1987 році закінчив Одеське вище інженерне морське училище за спеціальністю «Експлуатація суднового електрообладнання» та отримав кваліфікацію інженер-електромеханік. У 1995 році закінчив аспірантуру при Одеській державній морській академії за спеціальністю 05.13.07 — автоматизація технологічних процесів та виробництв.. У 2006 році захистив кандидатську дисертацію на тему «Підвищення ефективності передачі потужності в суднових дизельних пропульсивних комплексах» за спеціальністю 05.08.05 — суднові енергетичні установки. У 2007 році отримав вчене звання доцента кафедри суднових електричних машин і автоматизованих приводів. У 2016 році закінчив докторантуру при Національному університеті «Одеська морська академія» за спеціальністю 05.22.20 — експлуатація та ремонт засобів транспорту, а у 2017 році захистив докторську дисертацію на тему «Підвищення ефективності функціонування суднових енергетичних установок комбінованих пропульсивних комплексів» за спеціальністю 05.22.20 — експлуатація та ремонт засобів транспорту. 1 вересня 2017 обрано за конкурсом на посаду декана Факультету електромеханіки і радіоелектроніки Національному університеті «Одеська морська академія». 1 вересня 2020 року Факультет електромеханіки і радіоелектроніки реорганізовано у Факультет автоматики та електромеханіки. 1 жовтня 2020 року переведено на посаду директора Навчально-наукового інституту автоматики та електромеханіки. У 2021 році присвоєно вчене звання професора кафедри Електричної інженерії та електроніки Національному університеті «Одеська морська академія». Гарант освітньої програми зі спеціалізації 271.03 «Експлуатація суднового електрообладнання і засобів автоматики» спеціальності 271 «Морський та внутрішній водний транспорт» Національному університеті «Одеська морська академія». З 13 жовтня 2020 року експерт Національного агентства із забезпечення якості вищої освіти. З 2024 року дійсний член Транспортної Академії України, з 2017 року член Інституту морської техніки, науки і технологій (IMarEST)(Membership Number — 8048558, з 2018 року член Міжнародної морської асоціації лекторів (IMLA), з 2019 року член Інституту інженерів електротехніки і електроніки (IEEE) (Membership Number — 952496632).
З 2022 року член експертної ради Міністерства освіти і науки України з питань атестації наукових кадрів з проблем транспортного комплексу, наказ Міністерства освіти і науки України № 1092 від 02.12.2022 р..
З 2022 року експерт з експертизи проєктів наукових досліджень і науково-технічних (експериментальних) розробок, що подаються для участі у конкурсах, які проводитиме Міністерство освіти і науки України, та звітів про їх виконання за тематичним напрямком «13. Авіаційно-космічна техніка і транспорт», наказ Міністерства освіти і науки України № 1111 від 12.12.2022 р.
З 2022 року член Галузевої експертної ради 27 Транспорт Національного агентства із забезпечення якості вищої освіти, протокол № 20 (25) засідання Національного агентства із забезпечення якості вищої освіти від 22.11.2022 р.
Член редакційної колегії Східно-європейського журналу передових технологій з напряму «Інформаційні технології. Системи управління в промисловості»
Рецензент наукового журналу «Судноводіння/Shipping & Navigation»
Член редколегії науково-технічного збірника «Автоматизація суднових технічних засобів»

## Основні етапи трудової на науково-педагогічної діяльності
1987—1988 — електромеханік Чорноморського морського пароплавства, електромеханік другого розряду
1988—1991 — завідувач лабораторіями кафедри теоретичних основ електротехніки Одеського вищого інженерного морського училища (з 1991 року — Одеської державної морської академії)  і заочне навчання в аспірантурі
1991—1995 — асистент кафедри суднових електричних машин і автоматизованих приводів Одеської державної морської академії
1995—2005 — старший викладач кафедри суднових електричних машин і автоматизованих приводів Одеської державної морської академії (з 2002 року — Одеської національної морської академії)
з 2001 року — заступник декана електромеханічного факультету, а з 2003 до 2013 — факультету електромеханіки та радіоелектроніки Одеської національної морської академії
з вересня 2005 року — доцент кафедри суднових електричних машин і автоматизованих приводів, яка в 2011 році реорганізована в кафедру суднової електромеханіки і електротехніки
з грудня 2014 році до грудня 2016 навчався в докторантурі Одеської національної морської академії (з 2015 року — Національного університету «Одеська морська академія») на кафедрі технічної експлуатації флоту за спеціальністю 05.22.20 — Експлуатація та ремонт засобів транспорту
з 1 вересня 2017 обрано за конкурсом на посаду декана Факультету електромеханіки і радіоелектроніки Національного університету «Одеська морська академія»
з 1 вересня 2020 року наказом ректора Факультет електромеханіки і радіоелектроніки реорганізовано у Факультет автоматики та електромеханіки, а з 1 жовтня 2020 року Факультет автоматики та електромеханіки реорганізовано у Навчально-науковий інститут автоматики та електромеханіки
з 1 жовтня 2020 року наказом ректора переведено на посаду директора Навчально-наукового інституту автоматики та електромеханіки тимчасово, до проведення процедури призначення на посаду.

## Науково-педагогічна діяльність
Керівник науково-дослідницької роботи «Енергетична установка, пропульсивний комплекс і система управління автономного плавального апарата подвійного призначення» у Національному університеті «Одеська морська академія», Одеса, 2020—2021 рр., наказ Міністерства Освіти і науки України № 29 від 11 січня 2020 року .
Відповідальний виконавець науково-дослідницької роботи «Енергоефективна система позиціонування судна подвійного призначення» у Національному університеті «Одеська морська академія», Одеса, 2019—2020 рр., наказ Міністерства Освіти і науки України № 1223 від 09 листопада 2018 року .
Керівник науково-дослідницької роботи «Концепції, технології та напрямки удосконалення суднових енергетичних установок комбінованих пропульсивних комплексів» у Національному університеті «Одеська морська академія», Одеса, 2014—2017 рр. (номер держреєстрації 0114U000340, інвентарний номер науково технічної продукції (НТП) 0717U001535, державний обліковий номер 0217U000533).
Виконавець розділу «Концептуалізація розвитку науково-прикладних досліджень у галузі суднових енергетичних установок комбінованих пропульсивних комплексів» науково-дослідницької роботи «Розвиток сучасної теорії і практики технічної експлуатації морського і річкового флоту: концепції, методи, технології» у Національному університеті «Одеська морська академія», Одеса, 2014—2017 рр. (номер держреєстрації 0114U000346).
Виконавець розділу «Розробка алгоритмів та програмування моделей технологічно-організаційних процесів системи моніторингу ефекту відхилення потоку рідини» науково-дослідницької роботи «Автоматизація технологічних та адміністративних процесів на транспорті» у Національному університеті «Одеська морська академія», Одеса, 2015—2018 рр. (номер держреєстрації 0115U003577).

## Нагородження
- Подяка Міністерства освіти і науки України (2019 рік)
- Подяка від Міністерства оборони України, Міністерства освіти і науки України, Наукового семінару Військової академії (м. Одеса) та Вченої ради ІЕ НАН України «Наукові основи електроенергетики» (2020)
- Почесна грамота Одеської обласної ради (Розпорядження Голови обласної ради № 885/2021-ОР від 22 листопада 2021 року)
- Грамота Міністерства освіти і науки України (Наказ № 304-к від 18.11.2022 року)
- Подяка Національного агентства із забезпечення якості вищої освіти як член галузевої експертної ради з галузі знань 27 Транспорт (Протокол засідання № 1 (30) від 24 січня 2023 року)

## Публікації і винаходи
Автор понад 100 наукових публікацій
- ResearcherID: M 6387 2013
- Scopus Author ID: 57163842100
- ORCID ID: 0000-0003-4873-5236
- Academy.edu
- Elsevier.com

## Охоронні документи
- А. С. 1529186 СРСР, МКИ G 05 В 15/00 / (СРСР). — № 4385313/24-24
- А. С. 1582310 СРСР, МКИ H 02 P 3/22, G 05 В 15/01 (СРСР). — № 4401433/24-07
- Патент UA на корисну модель № 100819, 2015
- Патент UA на корисну модель № 107006, 2016
- Патент UA на корисну модель № 108074, 2016
- Патент UA на корисну модель № 150836, 2022
- Патент UA на корисну модель № 153064, 2023

## Міжнародна діяльність
- Стажування від European League of Professional Development (ELPD) на базі Uniwersytet Ekonomiczny w Krakowie (UEK) у Malopolska School of Publ(Cracow University of Economics) за програмою «New and innovative teaching methods» (120 годин), сертифікат NR 2447/MSAP/2020
- Участь у програмі TEMPUS (тематика: рамки кваліфікацій; Європейська кредитна трансферно-накопичувальна система; розроблення освітніх програм; компетентності та результати навчання; забезпечення якості), 03.04.2017 — 30.10.2017
- Член інституту морської техніки, науки і технологій (IMarEST)
- Член інституту інженерів електротехніки та електроніки (IEEE)
- Член міжнародної морської асоціації лекторів (IMLA)